# Newfoundland och Labrador
Newfoundland och Labrador (engelska: Newfoundland and Labrador; franska: Terre-Neuve-et-Labrador; iriska: Talamh an Éisc) är en provins i Kanada. Provinsen består av ön Newfoundland och fastlandsregionen Labrador på Labradorhalvön och har cirka 530 000 invånare. Huvudstad är St. John's.

## Geografi
- Se respektive Newfoundland och Labrador

## Historia

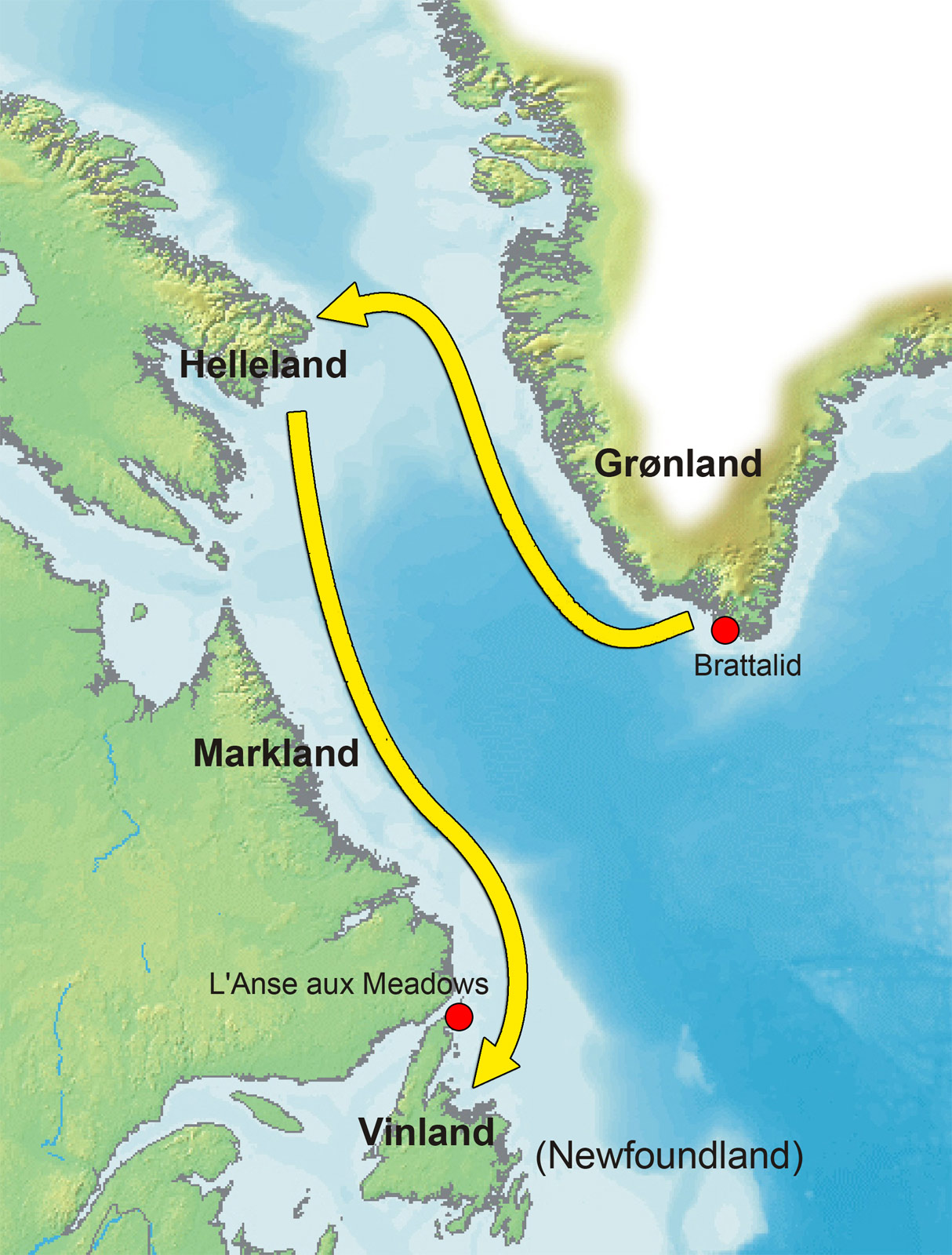
Vinland

Mänsklig bebyggelse i Newfoundland och Labrador kan spåras tillbaka ca 9000 år. De maritima arkaiska folken var grupper av arkaiska jägarkulturer som jagade havsdäggdjur i det subarktiska området. De blomstrade från omkring 7000 f.Kr till 1500 f.Kr. (9000–3500 år sedan) längs Nordamerikas atlantkust. Deras bosättningar inkluderar långhus och tillfälliga hus och hyddor för säsongsboende. De hade långväga affärskontakter och använde en sorts vita stenar som betalningsmedel. Den maritima arkaiska perioden är bäst känd från en begravningsplats på Newfoundland vid Port au Choix. De maritima arkaiska folken kom att gradvis ersättas av folk från Dorsetkulturen (den sista stora paleo-eskimå-kulturen) och sedan av inuiter i Labrador och av beothukfolket på ön Newfoundland. Dorsetkulturen (800 f.Kr.–1500) var väl anpassad till att leva i ett mycket kallt klimat, och mycket av deras mat kom från jakt på havslevande däggdjur genom hål i isen. Den storskaliga minskningen av havsis som den medeltida värmeperioden gav upphov till blev förmodligen katastrofal för deras sätt att leva. Beothukfolket migrerade till ön omkring början av vår tideräkning. Innufolket bebodde delar av Labrador.
Omkring år 1000 upptäckte den isländske sjöfararen Leif Eriksson som förste europé nutida Newfoundland och kallade ön för Vinland. Christofer Columbus reste till Amerika den 12 oktober 1492. Mellan 1500 och 1610 använde europeiska fiskare Newfoundland som bas för torskfiske. Mi'kmaqindianerna kom till Newfoundland på 1600-talet sedan europeiska fiskare fördrivit beothukerna från kusten. Där var de franska allierade under de fransk-indianska krigen. Från 1610 började England hävda överhöghet över delar av ön genom att området förlänades till John Guy. Delar av ön förvaltades sedan som en engelsk förläning till 1728. Andra delar förvaltades som en fransk besittning från 1655 till 1713, då området avträddes till Storbritannien genom freden i Utrecht. Från 1729 till 1824 förvaltades Newfoundland av chefen för den flottilj från Royal Navy, som årligen uppehöll sig i öns farvatten. Denne utövade sitt guvernörsämbete endast under sommartiden då flottan befann sig vid ön. Först 1825 inrättades en egentlig kolonialförvaltning med en civil guvernör. Newfoundland blev 1854 en självstyrande brittisk besittning vilken 1907 fick ställning som dominion. Under första världskriget deltog trupper från Newfoundland i slaget vid Gallipoli och under slaget vid Somme utplånades i stort sett den newfoundländska kontingenten på slagets första dag. Depressionen undergrävde landets ekonomi och 1933 återvände man frivilligt till ställningen som brittisk koloni. Kolonin hade inte självstyrelse utan styrdes av en regeringskommission utnämnd av Londonregeringen. Därigenom kom en stor del av statsutgifterna att finansieras av de brittiska skattebetalarna. Den 31 mars 1949 förenades Newfoundland - som då var kolonins officiella namn - med Kanada. Namnet på provinsen ändrades officiellt till Newfoundland and Labrador den 6 december 2001.

### Religion

Religionstillhörighet. Catholic = Romersk-katolska kyrkan; Anglican = anglikansk; United Church = förenade kyrkan; Pentecostal = pingstvänner; Other Christians = övriga kristna; Other Religions = övriga religioner; No religious affiliation = ateister och agnostiker.

## Demografi

### Befolkningsutveckling 1951-2011
| År   | Befolkningsstorlek | Femårsvis % förändring | Tioårsvis % förändring |
| ---- | ------------------ | ---------------------- | ---------------------- |
| 1951 | 361 416            | n/a                    | n/a                    |
| 1956 | 415 074            | 14,8                   | n/a                    |
| 1961 | 457 853            | 10,3                   | 2,7                    |
| 1966 | 493 396            | 7,8                    | 18,9                   |
| 1971 | 522 100            | 5,8                    | 14,0                   |
| 1976 | 557 720            | 6,8                    | 13,0                   |
| 1981 | 567 681            | 1,8                    | 8,7                    |
| 1986 | 568 350            | 0,1                    | 1,9                    |
| 1991 | 568 475            | 0,02                   | 0,1                    |
| 1996 | 551 790            | −2,9                   | −2,9                   |
| 2001 | 512 930            | −7,0                   | −9,8                   |
| 2006 | 505 469            | −1,5                   | −8,4                   |
| 2011 | 514 536            | +1,8                   | +0,3                   |

Source: Statistics Canada 

### Befolkningsmässigt största kommuner
| Kommun                          | 2006    | 2011    |
| ------------------------------- | ------- | ------- |
| St. John's                      | 100 646 | 106 172 |
| Conception Bay South            | 21 966  | 24 848  |
| Mount Pearl                     | 24 671  | 24 284  |
| Corner Brook                    | 20 083  | 19 886  |
| Paradise                        | 12 584  | 17 695  |
| Grand Falls-Windsor             | 13 558  | 13 725  |
| Gander                          | 9 951   | 11 054  |
| Labrador City                   | 8 572   | 9 228   |
| Torbay                          | 6 281   | 7 397   |
| Happy Valley-Goose Bay          | 7 519   | 7 572   |
| Table source: Statistics Canada |         |         |

### Språkförhållanden
| Rangordning | Språk        | Respondenter | Andel i % |
| ----------- | ------------ | ------------ | --------- |
| 1.          | Engelska     | 443 405      | 89        |
| 2.          | Franska      | 46 885       | 10,4      |
| 3.          | Innu-aimun   | 1 585        | 0,3       |
| 4.          | Kinesiska    | 1 080        | 0,2       |
| 5.          | Spanska      | 670          | 0,1       |
| 6.          | Tyska        | 655          | 0,15      |
| 7.          | Inuktitut    | 595          | 0,1       |
| 8.          | Urdu         | 550          | 0,1       |
| 9.          | Arabiska     | 540          | 0,1       |
| 10.         | Nederländska | 300          | < 0,1     |
| 11.         | Ryska        | 225          | < 0,1     |
| 12.         | Italienska   | 195          | < 0,1     |

## Statsskick

Viceguvernörens flagga.

Kanada är en konstitutionell monarki enligt Westminstermodellen och ett samväldesrike, vilket innebär att samma person som är Storbritanniens monark också alltid är Kanadas monark i ett separat ämbete. Viceguvernören (engelska: Lieutenant Governor) är monarkens vicekungliga representant i provinsen och utövar de flesta av dennes befogenheter som statschef på provinsnivå. Statsmakten betecknas officiellt som the Crown in Right of Newfoundland and Labrador. 
Regeringsmakten utövas av provinsens premiärminister (Premier) genom ett statsråd (engelska: Executive Council). Viceguvernören är formellt statsrådets ordförande och utnämner formellt dess ledamöter. I praktiken är statsrådet en regering där ministrarna tillsätts av premiärministern (engelska: Premier), som leder regeringsarbetet och i sin tur skall ha provinsparlamentets förtroende. Premiärminister är  sedan 2014 Paul Davis, som tillhör Progressive Conservative Party. Newfoundland och Labradors lagstiftande församling engelska: House of Assembly) består av en kammare. Dess ledamöter väljs genom pluralitet i 48 enmansvalkretsar.

## Politik

### Unionen med Kanada
Genom två folkomröstningar 1948 fastställdes Newfoundland och Labradors politiska framtid i form av en union med Kanada. Ett alternativ som aldrig uppträdde på röstsedlarna var en ekonomisk union med USA.
| Alternativ                       | Första omgången | Andra omgången | Utfall    |
| -------------------------------- | --------------- | -------------- | --------- |
| Självständig medlem av Samväldet | 69 400          | 71 334         | AVVISADES |
| Union med Kanada                 | 64 066          | 78 323         | ANTOGS    |
| Fortsätta som brittisk koloni    | 22 331          | AVVISADES      | AVVISADES |
| Sammanlagt                       | 155 797         | 149 657        |           |

| Alternativ       | Väljargrupper som stödde alternativet        |
| ---------------- | -------------------------------------------- |
| Union med Kanada | Fattiga fiskare, landsbygdsbor, protestanter |
| Självständighet  | Avalonhalvöns invånare, katoliker            |

### Nutida politik
Newfoundland och Labrador har ett tvåpartisystem, men med förekomsten av ett icke obetydligt tredje parti. De två dominerande partierna var traditionellt Progressive Conservative Party och Newfoundlands liberala parti. Men vid valet 2011 blev dock Nya demokratiska partiet näst största parti i antalet avgivna röster. Partiet fick dock bara 5 mandat, mot liberalernas 6 och de progressiv-konservativas 37. Progressiv-konservativa och liberaler saknar en klart definierad ideologisk skillnad. Bland deras väljare finns heller inga utpräglade skillnader vad gäller samhällsklass eller religion. De progressiv-konservativa var traditionellt mer skeptiska till statliga interventioner i ekonomin, var mer värdekonservativa och hade ett mer utpräglat anti-federalistisk drag. Det liberala partiet stod traditionellt mer till vänster och var mer utpräglat federalistiskt inriktat. Idag samlas bägge partierna kring mitten och partipolitiken drivs i stor utsträckning av partiledarnas personliga popularitet, även om de progressiv-konservativa är mer socialkonservativa och liberalerna mer federalistiska.